# She'elah
She'ela (em hebraico: שילה) é uma palavra utilizada para se referir a um questionamento realizado no final de uma exposição de diversos fatos, que aparentemente são paradoxais.
No judaísmo, é utilizada quando estudiosos possuem dúvidas em relação aos ensinamentos das escrituras sagradas do judaísmo (Torá, Tanakh, Talmude), rabínicos e das tradições judaicas.
Alguns exemplos de she’elah são encontrados na bíblia hebraica e cristã, como no exemplo em que os saduceus fizeram uma she’elah a Jesus a respeito da ressurreição. (Marcos 12:18–27).